# Малый Каракопа
Малый Каракопа (каз. Кіші Қарақопа) — озеро в Костанайском районе Костанайской области Казахстана. Находится в 11 км к западу от посёлка Тиминский.
По данным топографической съёмки 1943 года, площадь поверхности озера составляет 3,18 км². Наибольшая длина озера — 3,2 км, наибольшая ширина — 1,4 км. Длина береговой линии составляет 7,8 км, развитие береговой линии — 1,22. Озеро расположено на высоте 178,6 м над уровнем моря.